# La Valse blanche
Pour plus de détails, voir Fiche technique et Distribution.
La Valse blanche est un film français réalisé par Jean Stelli et sorti en 1943.

## Synopsis
Bernard, compositeur fiancé à Hélène, est d'un caractère tourmenté. Ses crises lassent la jeune fille. À la suite d'un examen médical Bernard apprend qu'il est atteint de tuberculose. Il part à la montagne afin de suivre une cure. Il y retrouve Jacqueline, une de ses anciennes camarade du Conservatoire, elle aussi malade : il lui fait la cour, sachant qu'elle ne survivra pas. D'abord vexée, Hélène finit par accepter ce jeu lorsque Bernard se  rétablit. Il regagne  Paris. Jacqueline meurt au moment où la capitale acclame le jeune compositeur.

## Fiche technique
- Titre allemand : Walzer in Weiß
- Réalisation : Jean Stelli
- Adaptation, dialogues :  François Campaux
- Musique : René Sylviano
- Photographie : René Gaveau
- Montage : Claude Nicole
- Décors : Maurice Bernard
- Son : Jacques Hawadier
- Pays de production :  France
- Société de production : Compagnie Générale Cinématographique (Paris)
- Format : Son mono - Noir et blanc - 35 mm  - 1,37:1
- Genre : Mélodrame
- Durée : 100 minutes
- Date de sortie : 
  - France : 15 décembre 1943
- Affiche : Constantin Belinsky (France)

## Distribution
- Julien Bertheau : Bernard, un jeune compositeur qui contracte la tuberculose
- Lise Delamare : Hélène Madelin, une étudiante en médecine, sa fiancée
- Ariane Borg : Jacqueline dite Jackie, une ancienne camarade du Conservatoire de Bernard
- Aimé Clariond : le professeur d'Esperel, un grand chirurgien qui a trouvé en Hélène un sujet d'élite
- André Alerme : Monsieur Despillois, le directeur d'une pension de famille pour malades du poumon
- Marcelle Géniat : Nany, la fidèle nourrice de Jacqueline
- Raymond Cordy, le peintre René Dupré
- Marcelle Monthil, Mademoiselle Zamb
- Michel de Bonnay, Jeannot
- Annette Poivre, Lily
- Paul Barge, le concierge
- Lucien Desagneaux, un élève du Conservatoire
- Luce Fabiole, la mère de Jeannot
- Georges Gosset, l'ami d'Hélène
- Albert Morys, un malade
- Maurice Tricard, le docteur Bohains
- Roger Vincent, le critique
- Eugène Yvernes, le frotteur